# Cisterna del Castell
La Cisterna del Castell és una cisterna de Ivorra (Segarra) inclosa a l'Inventari del Patrimoni Arquitectònic de Catalunya.

## Descripció
Es tracta d'una cisterna situada sota la plaça Major, al costat de la rectoria.
La construcció és rectangular excavada a la roca per sota del nivell del carrer, realitzada amb volta de canó mitjançant carreus regulars de mitjanes dimensions rejuntats amb morter d'arena i calç. Situades a les parets laterals, just a l'arrencada de la volta, hi trobem tres mènsules que es podien utilitzar per sostindre una sèrie de bigues amb una finalitat actualment desconeguda.
A la part superior del mur paral·lel a l'accés actual, trobem una petita obertura a través de la qual es recollia l'aigua, mentre que al centre de la volta de la cisterna, hi ha una obertura quadrangular per on treien l'aigua mitjançant una corriola.

## Història
Una marca de picapedrer que es trobà a la volta, permet datar l'obra a finals del segle xiii.